# 基督教科学派第四教会 (丹佛)
原基督教科学派第四教会（英語：Fourth Church of Christ, Scientist）位于丹佛西31大道3101号，建于1921年，文艺复兴风格建筑，2004年4月21日列入国家史迹名录。该建筑现在为丹佛禅宗中心（Zen Center of Denver）。